# Sandro Penna
Sandro Penna (Perugia, 1906 - Roma, 1977) fou un poeta i narrador italià. Va estudiar comerç i es va dedicar a diversos oficis. Va morir en la indigència i en la soledat. Va traduir del francès a l'italià obres de Paul Claudel i de Prosper Mérimée.

## Obres

### Poesia
- Poesie, 1939.
- Appunti, 1950.
- Una strana gioia di vivere, 1956.
- Poesie, 1957. Premi Viareggio 1958.
- Croce e delizia, 1958.
- Tutte le poesie, 1970. Premi Fiuggi.
- Poesie, 1973.
- L'ombra e la luce, 1975.
- Stranezze, 1976. Premi Bagutta 1977.
- Il viaggiatore insonne, 1973.
- Confuso sogno, 1973.
- Penna Papers, 1984.
- Poesie, 1989.
- Peccato di gola, 1973.

### Relats
- Arrivo al mare, 1955.
- Un po' di febbre, 1973.

## Obres traduïdes al català

### Poesia
- Poemes: 1927-1938. Columna, 1992, traducció de Josep Piera.
- Si la vida sabés l'amor meu. Poesies. Edicions de 1984, 2023, traducció d'Eloi Creus.

### Relats
- Una mica de febre, La Magrana, Edicions 62, 1992, traducció de Jaume Creus i del Castillo